# Theo Christen
Theo Christen (* 18. März 1884 in Wolfenschiessen; † 29. März 1935 ebenda) war ein Schweizer Politiker. Von 1922 bis 1928 gehörte er als Vertreter der Liberalen dem Regierungsrat des Kantons Nidwalden an.

## Leben
Theo Christen wurde als Sohn des Oberrichters Alois Christen und der Anna Josefa von Matt geboren. Er wurde Leiter des Hotels "Eintracht" in Wolfenschiessen. Im Militär brachte er es bis zum Rang eines Hauptmanns.
Theo Christen stieg 1908 in die Gemeindepolitik ein. Er wurde Mitglied des Gemeinderats und des Kirchenrats von Wolfenschiessen. Das Amt des Armenrats trat Christen 1910 an und gab es 1914 auf. 1914 wurde er für fünf Jahre Mitglied der Gemeindesteuerkommission. Im Jahr 1919 wurde Theo Christen Vizepräsident der Gemeinde Wolfenschiessen, gab dieses Amt aber nach seiner Wahl in den Regierungsrat wieder ab. Im Jahr 1926 stieg Christen vom Kirchenrat zum Kirchmeier (Präsident des Kirchenrats) auf. 1931 trat er von seinen Ämtern zurück.
Auf kantonaler Ebene begann seine politische Laufbahn als Ratsherr im Landrat. Er war zwei Wahlperioden, von 1910 bis 1922, Mitglied des Kantonsparlaments. Wegen seines Rangs als Offizier wurde Christen 1919 bis 1926 Mitglied der Militärsteuerkommission und bis 1923 Ersatzmitglied des Verwaltungsrats der Kantonalen Brandversicherungsanstalt. Das Volk wählte ihn an der Landsgemeinde 1922 in den Regierungsrat. Christen blieb sechs Jahre lang Mitglied der Nidwaldner Regierung. Er leitete die Gemeindedirektion und war stellvertretender Chef der Militärdirektion.
Theo Christen heiratete am 2. April 1910 in Wolfenschiessen die Baslerin Lina Streng. Aus dieser Ehe stammen zwei Kinder (je ein Sohn und eine Tochter).  

## Quelle
- Neues Stammbuch. Band I, Christen, 307 (146).
- Familienregister. Wolfenschiessen, Band II, Nummer 210.